# Les Bordes, Saône-et-Loire
Les Bordes är en kommun i departementet Saône-et-Loire i regionen Bourgogne-Franche-Comté i östra Frankrike. Kommunen ligger i kantonen Verdun-sur-le-Doubs som tillhör arrondissementet Chalon-sur-Saône. År 2022 hade Les Bordes 84 invånare.

## Befolkningsutveckling
Antalet invånare i kommunen Les Bordes
| Referens: INSEE |